# 中華民國總統外事訪問列表
中華民國總統外事訪問列表收錄中華民國自1948年5月設立中華民國總統職務以來，歷任總統的外事訪問。任期處於動員戡亂時期的蔣中正及蔣經國均未曾以總統身份外訪，僅嚴家淦曾訪問沙烏地阿拉伯；李登輝繼任總統後，總統出訪開始成為常態。

## 蔣中正

### 中華民國最高領導人、國民政府軍事委員會委員長
- 到訪1次： 英属印度（1942年2月，訪問印度，出訪時經停緬甸臘戍）、 英屬緬甸（1942年4月，視察緬甸戰場）

### 國民政府主席
- 到訪1次： 埃及王國（1943年11月，參加開羅會議）

### 中國國民黨總裁
- 到訪1次： 菲律賓（1949年7月，以私人名義訪問）、 （1949年8月，以私人名義訪問）

## 嚴家淦
| 國家         | 地點 | 日期               | 簡介                                                                                           |
| ------------ | ---- | ------------------ | ---------------------------------------------------------------------------------------------- |
| 沙烏地阿拉伯 | 吉達 | 1977年7月9日至12日 | 應沙烏地阿拉伯國王哈立德邀請，正式訪問沙烏地阿拉伯，與國王哈立德會談。往返經停沙東部城市達蘭。 |

## 李登輝
| 國家       | 地點                   | 日期                           | 簡介 |
| ---------- | ---------------------- | ------------------------------ | --- |
| 新加坡     | 新加坡                 | 1989年3月6日至9日              | 應新加坡總統黃金輝邀請，正式訪問新加坡，探望臥病的黃金輝，與總理李光耀和第一副總理吳作棟會談。                |
| 菲律賓     | 蘇比克灣               | 1994年2月9日                   | 度假外交，與菲律賓總統羅慕斯會談。                                                                            |
| 印度尼西亞 | 峇里島、萬隆           | 1994年2月9日至14日             | 度假外交，與印度尼西亞總統蘇哈托會談。                                                                        |
| 泰國       | 普吉島、曼谷           | 1994年2月14日至16日            | 度假外交，與泰國副總理林日光球敘，會晤泰國國王蒲美蓬。                                                        |
| 尼加拉瓜   | 馬拿瓜                 | 1994年5月4日至6日              | 應尼加拉瓜總統查莫洛夫人邀請，正式訪問尼加拉瓜。                                                              |
|            | 聖荷西                 | 1994年5月6日至8日              | 應哥斯大黎加總統喀德戎邀請，正式訪問哥斯大黎加，參加新總統費蓋雷斯就職典禮。                                  |
| 南非       | 普利托里亞、約翰尼斯堡 | 1994年5月9日至12日、14日至15日 | 應邀參加南非新總統曼德拉就職典禮，期間會晤巴解組織主席阿拉法特。回程5月16日過境新加坡，會晤新加坡總理吳作棟。 |
|            | 墨巴本                 | 1994年5月12日至14日            | 應史瓦濟蘭國王恩史瓦帝三世邀請，正式訪問史瓦濟蘭。                                                            |
| 阿联酋     |                        | 1995年4月1日至2日              | 非正式訪問。                                                                                                  |
| 约旦       |                        | 1995年4月2日至4日              | 非正式訪問。                                                                                                  |
| 美国       | 洛杉磯、紐約、安克拉治 | 1995年6月7日至12日             | 非正式訪問，應李登輝母校康乃爾大學邀請。                                                                      |
| 巴拿马     | 巴拿馬市               | 1997年9月4日至10日             | 正式友好訪問，參加巴拿馬運河國際會議。去程過境美國夏威夷兩天，並拜會張學良。                                  |
|            | 德古西加巴             | 1997年9月10日至11日            | 正式友好訪問。                                                                                                |
| 薩爾瓦多   | 聖薩爾瓦多             | 1997年9月11日至16日            | 正式友好訪問，參加中華民國總統與中美洲各國總統及總理高峰會議。                                                |
| 巴拉圭     | 亞松森                 | 1997年9月16日至19日            | 正式友好訪問，回程過境美國夏威夷兩天。                                                                        |

## 陳水扁
| 專案名稱               | 國家             | 地點       | 日期                    | 簡介                                                                                   |
| ---------------------- | ---------------- | ---------- | ----------------------- | -------------------------------------------------------------------------------------- |
| 民主外交、友誼之旅     |                  | 聖多明各   | 2000年8月13日至17日     | 參加多明尼加總統梅西亞就職典禮。去程過境美國洛杉磯一天。                               |
| 民主外交、友誼之旅     | 尼加拉瓜         | 馬拿瓜     | 2000年8月17日至18日     |                                                                                        |
| 民主外交、友誼之旅     |                  | 聖荷西     | 2000年8月18日至19日     |                                                                                        |
| 民主外交、友誼之旅     |                  | 班竹       | 2000年8月20日至21日     |                                                                                        |
| 民主外交、友誼之旅     | 布吉納法索       | 瓦加杜古   | 2000年8月21日至23日     |                                                                                        |
| 民主外交、友誼之旅     |                  | 恩賈梅納   | 2000年8月23日至26日     | 回程過境美國洛杉磯。                                                                   |
| 合作共榮、睦誼之旅     | 薩爾瓦多         | 聖薩爾瓦多 | 2001年5月21日至26日     | 參加第三屆中華民國與中美洲國家元首高峰會議。去程過境美國紐約。                         |
| 合作共榮、睦誼之旅     |                  | 瓜地馬拉市 | 2001年5月26日至28日     |                                                                                        |
| 合作共榮、睦誼之旅     | 巴拿马           | 巴拿馬市   | 2001年5月28日至30日     |                                                                                        |
| 合作共榮、睦誼之旅     | 巴拉圭           | 亞松森     | 2001年5月30日至6月1日   |                                                                                        |
| 合作共榮、睦誼之旅     |                  | 德古西加巴 | 2001年6月1日至5日       | 回程過境美國休士頓。                                                                   |
| 合作互助、關懷之旅     | 塞内加尔         | 達喀爾     | 2002年6月30日至7月3日   |                                                                                        |
| 合作互助、關懷之旅     | 聖多美和普林西比 | 聖多美     | 2002年7月3日至5日       |                                                                                        |
| 合作互助、關懷之旅     | 马拉维           | 里朗威     | 2002年7月5日至7日       |                                                                                        |
| 合作互助、關懷之旅     |                  | 墨巴本     | 2002年7月7日至10日      |                                                                                        |
| 攜手同慶、欣榮之旅     | 巴拿马           | 巴拿馬市   | 2003年10月31日至11月6日 | 去程過境美國紐約兩夜，回程過境美國安克拉治一夜。                                       |
| 共創雙贏、胸懷世界之旅 | 巴拿马           | 巴拿馬市   | 2004年8月30日至9月2日   | 參加巴拿馬總統杜里荷就職典禮。去程過境美國檀香山。                                     |
| 共創雙贏、胸懷世界之旅 |                  | 貝爾墨邦   | 2004年9月2日至5日       | 回程過境美國西雅圖。                                                                   |
| 海洋夥伴、合作之旅     | 帛琉             | 科羅爾     | 2005年1月27日至29日     | 參加帛琉總統雷蒙傑索就職典禮。                                                         |
| 海洋夥伴、合作之旅     | 所罗门群岛       | 荷尼阿拉   | 2005年1月29日至31日     | 回程過境美國關島。                                                                     |
| 和平與追思之旅         | 聖座             | 梵蒂岡城   | 2005年4月7日至9日       | 以“中國總統”身份參加教宗若望保祿二世葬禮彌撒。過境義大利羅馬。                         |
| 海洋夥伴、陽光之旅     | 马绍尔群岛       | 馬久羅     | 2005年5月1日至3日       |                                                                                        |
| 海洋夥伴、陽光之旅     | 基里巴斯         | 塔拉瓦     | 2005年5月3日至4日       |                                                                                        |
| 海洋夥伴、陽光之旅     |                  | 富那富提   | 2005年5月4日至5日       | 回程過境斐濟南地。                                                                     |
| 攜手登峰、永續共榮之旅 |                  | 瓜地馬拉市 | 2005年9月20日至23日     | 去程過境美國安克拉治和邁阿密。                                                         |
| 攜手登峰、永續共榮之旅 |                  | 聖多明各   | 2005年9月23日至25日     |                                                                                        |
| 攜手登峰、永續共榮之旅 | 尼加拉瓜         | 馬拿瓜     | 2005年9月25日至27日     | 參加第五屆中華民國與中美洲元首高峰會。                                                 |
| 攜手登峰、永續共榮之旅 | 圣基茨和尼维斯   | 巴士地     | 2005年9月27日至28日     |                                                                                        |
| 攜手登峰、永續共榮之旅 |                  | 金石城     | 2005年9月28日至10月2日  | 回程過境聖克里斯多福及尼維斯、多明尼加、阿拉伯聯合大公國阿布達比和印度尼西亞峇里島。   |
| 和平永續、邦誼永固之旅 | 巴拉圭           | 亞松森     | 2006年5月4日至7日       | 去程過境阿拉伯聯合大公國阿布達比和荷蘭阿姆斯特丹。                                     |
| 和平永續、邦誼永固之旅 |                  | 聖荷西     | 2006年5月7日至12日      | 參加哥斯大黎加總統阿里亞斯就職典禮。回程過境訪問利比亞和印度尼西亞巴譚島，密會格達費。 |
| 群峰專案               | 帛琉             | 科羅爾     | 2006年9月3日至6日       | 參加第一屆台灣與太平洋友邦元首高峰會議。                                               |
| 群峰專案               | 瑙鲁             | 亞連市     | 2006年9月6日            | 回程過境美國關島。                                                                     |
| 攜手共榮、邦誼永續之旅 | 尼加拉瓜         | 馬拿瓜     | 2007年1月8日至13日      | 參加尼加拉瓜總統奧德嘉就職典禮。去程過境美國舊金山，回程過境美國洛杉磯。               |
| 共創宏景、永續關懷之旅 |                  | 德古西加巴 | 2007年8月21日至24日     | 參加第六屆台灣與中美洲友邦及多明尼加元首高峰會。去程過境美國安克拉治。                 |
| 共創宏景、永續關懷之旅 | 薩爾瓦多         | 聖薩爾瓦多 | 2007年8月24日至26日     |                                                                                        |
| 共創宏景、永續關懷之旅 | 尼加拉瓜         | 馬拿瓜     | 2007年8月26日至29日     | 回程過境美國安克拉治。                                                                 |
| 和諧共榮、永續經營之旅 | 马绍尔群岛       | 馬久羅     | 2007年10月11日至14日    | 參加第二屆台灣與太平洋友邦元首高峰會議。                                               |
| 睦誼共隆、永續發展之旅 |                  | 瓜地馬拉市 | 2008年1月13日至15日     | 參加瓜地馬拉總統柯隆就職典禮。去程過境美國安克拉治。                                   |
| 睦誼共隆、永續發展之旅 | 圣卢西亚         | 卡斯翠     | 2008年1月15日至18日     | 回程過境美國安克拉治。                                                                 |

## 馬英九
| 專案名稱 | 國家             | 地點       | 日期                  | 簡介                                                               |
| -------- | ---------------- | ---------- | --------------------- | ------------------------------------------------------------------ |
| 敦睦專案 | 巴拉圭           | 亞松森     | 2008年8月11日至15日   | 參加巴拉圭總統盧戈就職典禮。去程過境美國洛杉磯和巴拿馬。           |
| 敦睦專案 |                  | 聖多明各   | 2008年8月15日至19日   | 參加多明尼加總統費南德斯就職典禮。回程過境美國舊金山。             |
| 久睦專案 |                  | 貝爾墨邦   | 2009年5月26日至29日   | 去程過境美國洛杉磯。                                               |
| 久睦專案 |                  | 瓜地馬拉市 | 2009年5月29日至31日   |                                                                    |
| 久睦專案 | 薩爾瓦多         | 聖薩爾瓦多 | 2009年5月31日至6月4日 | 參加薩爾瓦多總統傅內斯就職典禮。回程過境美國西雅圖兩天。           |
| 久誼專案 | 巴拿马           | 巴拿馬市   | 2009年6月29日至7月3日 | 參加巴拿馬總統馬丁內利就職典禮。去程過境美國舊金山。               |
| 久誼專案 | 尼加拉瓜         | 馬拿瓜     | 2009年7月3日至6日     | 回程過境美國檀香山。                                               |
| 久博專案 |                  | 德古西加巴 | 2010年1月25日至28日   | 參加宏都拉斯總統羅博就職典禮。去程過境美國舊金山兩天。             |
| 久博專案 |                  | 聖多明各   | 2010年1月28日至30日   | 回程過境美國洛杉磯兩天。                                           |
| 太誼專案 | 马绍尔群岛       | 馬久羅     | 2010年3月21日至22日   | 去程過境美國關島。                                                 |
| 太誼專案 | 基里巴斯         | 塔拉瓦     | 2010年3月22日至23日   |                                                                    |
| 太誼專案 |                  | 富納富提   | 2010年3月23日         |                                                                    |
| 太誼專案 | 瑙鲁             | 亞連市     | 2010年3月23日至24日   |                                                                    |
| 太誼專案 | 所罗门群岛       | 荷尼阿拉   | 2010年3月24日至26日   | 離境後過境美國關島，然後前往帛琉。                                 |
| 太誼專案 | 帛琉             | 科羅爾     | 2010年3月26日至27日   |                                                                    |
| 仁誼專案 | 布吉納法索       | 瓦加杜古   | 2012年4月7日至11日    | 去程過境印度孟買。                                                 |
| 仁誼專案 |                  | 班竹       | 2012年4月11日至14日   |                                                                    |
| 仁誼專案 |                  | 墨巴本     | 2012年4月15日至18日   |                                                                    |
| 慶誼專案 | 聖座             | 梵蒂岡城   | 2013年3月17日至20日   | 以“中國總統”身份參加教宗方濟各就職典禮。去程和回程過境義大利羅馬。 |
| 賀誼專案 | 海地             | 太子港     | 2013年8月11日至13日   | 去程過境美國紐約。                                                 |
| 賀誼專案 | 巴拉圭           | 亞松森     | 2013年8月13日至15日   | 參加巴拉圭總統卡提斯就職典禮。                                     |
| 賀誼專案 | 圣卢西亚         | 卡斯翠     | 2013年8月15日至17日   |                                                                    |
| 賀誼專案 |                  | 金石城     | 2013年8月17日至18日   |                                                                    |
| 賀誼專案 | 圣基茨和尼维斯   | 巴士地     | 2013年8月18日至21日   | 回程過境美國洛杉磯。                                               |
| 聖宏專案 | 聖多美和普林西比 | 聖多美     | 2014年1月23日至25日   | 去程過境德國法蘭克福。                                             |
| 聖宏專案 | 布吉納法索       | 瓦加杜古   | 2014年1月25日至26日   |                                                                    |
| 聖宏專案 |                  | 德古西加巴 | 2014年1月26日至30日   | 參加宏都拉斯總統葉南德茲就職典禮。回程過境美國洛杉磯。             |
| 興誼專案 | 巴拿马           | 巴拿馬市   | 2014年6月29日至7月2日 | 參加巴拿馬總統瓦雷拉就職典禮。去程過境美國檀香山。                 |
| 興誼專案 | 薩爾瓦多         | 聖薩爾瓦多 | 2014年7月2日至5日     | 回程過境美國舊金山。                                               |
| 佑誼專案 | 新加坡           | 新加坡     | 2015年3月24日         | 以個人名義赴新加坡吊唁李光耀。                                     |
| 久揚專案 |                  | 聖多明各   | 2015年7月11日至14日   | 去程過境美國波士頓。                                               |
| 久揚專案 | 海地             | 太子港     | 2015年7月14日至15日   |                                                                    |
| 久揚專案 | 尼加拉瓜         | 馬拿瓜     | 2015年7月15日至18日   | 回程過境美國洛杉磯。                                               |
| 固平專案 | 新加坡           | 新加坡     | 2015年11月7日         | 參加馬習會，並會見新加坡總理李顯龍。                               |
| 久安專案 |                  | 瓜地馬拉市 | 2016年3月13日至16日   | 去程過境美國休士頓。                                               |
| 久安專案 |                  | 貝爾墨邦   | 2016年3月16日至19日   | 回程過境美國洛杉磯。                                               |

## 蔡英文
| 專案名稱               | 國家           | 地點       | 日期                    | 簡介                                                 |
| ---------------------- | -------------- | ---------- | ----------------------- | ---------------------------------------------------- |
| 英翔專案               | 巴拿马         | 巴拿馬市   | 2016年6月24日至27日     | 參加巴拿馬運河拓寬工程竣工典禮。去程過境美國邁阿密。 |
| 英翔專案               | 巴拉圭         | 亞松森     | 2016年6月27日至7月2日   | 回程過境美國洛杉磯。                                 |
| 英捷專案               |                | 德古西加巴 | 2017年1月7日至9日       | 去程過境美國休士頓。                                 |
| 英捷專案               | 尼加拉瓜       | 馬拿瓜     | 2017年1月9日至11日      |                                                      |
| 英捷專案               |                | 瓜地馬拉市 | 2017年1月11日至12日     |                                                      |
| 英捷專案               | 薩爾瓦多       | 聖薩爾瓦多 | 2017年1月12日至15日     | 回程過境美國舊金山。                                 |
| 永續南島、攜手共好之旅 | 马绍尔群岛     | 馬久羅     | 2017年10月28日至11月1日 | 去程過境美國檀香山。                                 |
| 永續南島、攜手共好之旅 |                | 富納富提   | 2017年11月1日           |                                                      |
| 永續南島、攜手共好之旅 | 所罗门群岛     | 荷尼阿拉   | 2017年11月1日至4日      | 回程過境美國關島。                                   |
| 兩國同心、邦誼永固之旅 |                | 墨巴本     | 2018年4月17日至21日     |                                                      |
| 同慶之旅               | 巴拉圭         | 亞松森     | 2018年8月12日至8月16日  | 參加巴拉圭总统阿布鐸就職典禮。去程過境美國洛杉磯。   |
| 同慶之旅               |                | 貝爾墨邦   | 2018年8月16日至20日     | 回程過境美國休士頓。                                 |
| 海洋民主之旅           | 帛琉           | 科羅爾     | 2019年3月21日至24日     |                                                      |
| 海洋民主之旅           | 瑙鲁           | 亞連市     | 2019年3月24日至26日     |                                                      |
| 海洋民主之旅           | 马绍尔群岛     | 馬久羅     | 2019年3月26日至28日     | 回程過境美國檀香山。                                 |
| 自由民主永續之旅       | 海地           | 太子港     | 2019年7月11日至13日     | 去程過境美國紐約。                                   |
| 自由民主永續之旅       | 圣基茨和尼维斯 | 巴士地     | 2019年7月13日至16日     |                                                      |
| 自由民主永續之旅       |                | 金石城     | 2019年7月16日至17日     |                                                      |
| 自由民主永續之旅       | 圣卢西亚       | 卡斯翠     | 2019年7月17日至22日     | 回程過境美國丹佛。                                   |
| 民主夥伴共榮之旅       |                | 瓜地馬拉市 | 2023年3月29日至4月2日   | 自2019冠状病毒病疫情以來首次出訪。去程過境美國紐約。 |
| 民主夥伴共榮之旅       |                | 貝爾墨邦   | 2023年4月2日至7日       | 回程過境美國洛杉磯，美國眾議院議長凱文·麥卡錫會面。  |
| 邦誼同慶、合作永續之旅 |                | 墨巴本     | 2023年9月5日至8日       |                                                      |

## 賴清德
| 專案名稱               | 國家       | 地點     | 日期          | 簡介                     |
| ---------------------- | ---------- | -------- | ------------- | ------------------------ |
| 繁榮南島、智慧永續之旅 | 马绍尔群岛 | 馬久羅   | 2024年12月3日 | 去程過境美國夏威夷兩夜。 |
| 繁榮南島、智慧永續之旅 |            | 富纳富提 | 2024年12月4日 | 過境美國關島一天。       |
| 繁榮南島、智慧永續之旅 | 帛琉       | 科羅爾   | 2024年12月5日 |                          |